# Ochrocalliope viettei
Ochrocalliope viettei är en fjärilsart som beskrevs av Sergius G. Kiriakoff 1958. Ochrocalliope viettei ingår i släktet Ochrocalliope och familjen tandspinnare. Inga underarter finns listade i Catalogue of Life.